# سو يو
سو يو (بالصينية: 粟裕) هو ضابط وسياسي صيني، ولد في 10 أغسطس 1907 في Huitong County ‏ في الصين، وتوفي في 5 فبراير 1984 في بكين في الصين. نشط حزبياً في الحزب الشيوعي الصيني. وقد انتخب عضو مجلس الشعب الصيني ‏ خلال فترته النيابية.